# فيرونيكا أوروزكو
فيرونيكا أوروزكو (بالإسبانية: Veronika Orozco) ولدت باسم فيرونيكا أوروزكو أريستيزابيل في يوم 8 يونيو من العام 1979، وهي ممثلة ومغنية كولومبية.

## الحياة الخاصة
أوروزكو فيرونيكا هي ابنة كل من الممثل لويس فرناندو أوروزكو وكارمينزا أريستيزاييل هويوس، لديها اثنين من الأخوات هما الممثلة آنا ماريا وجوليانا.
في كانون الثاني/يناير 2007، تزوجت فيرونيكا من الممثل الكوميدي الكولومبي مارتن دي فرانسيسكو في فيلا دي ليفا لكنهما سرعان ما انفصلا في نيسان/أبريل 2010 أي بعد ثلاث سنوات من زواجهما. في العام التالي التقت فيرونيكا أوروزكو بالطبيب النفساني خوان سيباستيان ريستريبو وربطت معه علاقة إلى أن حصلت منه على ابنة حمسلت اسم فيوليتا وقد ولدت في عام 2012.

## المسيرة المهنية
كانت أوروزكو جزءا من مجموعة العرض الموسيقى في التلفزيون الكولومبي Okidoki، مما أدى بها إلى الإفراج عن ثلاثة ألبومات تحت اسم مجموعة Okidoki في وقت مبكر من عام 1990. وفي عام 2006 أوروزكو بدأت حياتها ومسيرتها الفنية منفردة بعدما انفصلت عن تلك المجموعة، وقد أطلقت ألبومها الجديد الذي حمل عنوان فيرونيكا أوروزكو والذي حقق نجاحا كبيرا داخل كولومبيا. أما أغنيتها المنفردة الأولى فقد جاءت بعنوان «لاس براغاس» والتي أثير حولها الكثير من الجدل خاصة وأن كلماتها توحي لمثليات الجنس. أما أغنيتها الثانية فكانت بعنوان "Miénteme"، وقد فازت عنها بجائزة «فيديو ديل أنو» (فيديو السنة) في جوائز لوس بريميوس (جوائز الصدمة)، كما لها أغنية ثالثة بعنوان "Descarada"، وقد غنتها على المباشر في تلفزيوني لوس بريميوس وكذلك في كنيسة نيويسترا تييرا سنة 2007 في إطار الحفلات التي أقيمت هناك.
شاركت أيضا في عام 2006 في برنامج لا ميجا: كنيسة نيويسترا تييرا في إطار الحفلات التي عرضت وقدمت أداء مجموعة من الممثلين والمغنيين الكولومبيين.
صرحت بعد ذلك أنها سوف تعود إلى حياتها المهنية في الموسيقى، حيث كان من المتوقع أن يصدر لها ألبوم ثاني في منتصف عام 2009 لكن هذا لم يحدث، واعتبارا من عام 2017 لم تفرج سوى عن ألبوم واحد حمل عنوان «¿Dónde Está مي Varón ؟» وكان ذلك في عام 2016.

## قائمة أعمالها

### أفلام
| السنة | العنوان        | الدور                  | ملاحظات                        |
| ----- | -------------- | ---------------------- | ------------------------------ |
| 2001  | بوغوتا 2016    | كاميو                  | كاميو في قطاع "الزهرة الظاهري" |
| 2006  | الكثير من الحظ | ديانا                  |                                |
| 2006  | خدعة           | روزميري، الفتاة الميتة |                                |
| 2012  | ساناندرييستو   | فاني كوريا             |                                |

### مسلسلات تلفزيونية
| السنة | العنوان                          | الدور                         | ملاحظات                                                                              |
| ----- | -------------------------------- | ----------------------------- | ------------------------------------------------------------------------------------ |
| 1992  | أوكي دوكي                        | فانيلا                        |                                                                                      |
| 1998  | لا مادري                         | لوسيه سواريز                  |                                                                                      |
| 1999  | فرانسيسكو ش ماتيماتيكو           | ماغدالينا ريفيرا              |                                                                                      |
| 2000  | أليسيا أون إل بايس لاس ميركانياس | أليسيا كاردونا                | أول دور رئيسي لها                                                                    |
| 2001  | إيزابيل لي لا فيلو               | إيزابيل فارغاس                | ثاني دور رئيسي لها                                                                   |
| 2002  | القارئة                          | لورا سرفانتس                  |                                                                                      |
| 2004  | لاس نوشيس دي لوسيانا             | كاتيا لوبيرا                  |                                                                                      |
| 2007  | إل إليجيدو                       | -                             | دعاية تجارية للتلفزيون الكولومبي من بطولة كل من فيرونيكا أوروزكو وسيباستيان مارتينيز |
| 2008  | لوس بروتيجيدوس                   | لينا سانتانا                  |                                                                                      |
| 2010  | كورازون أبييرتو                  | د. ماريا أليخاندرا ريفاس فارس | ثالث أهم وأشهر دور لها                                                               |
| 2015  | أنونيما                          | فيكتوريا كوارتس               |                                                                                      |

## قائمة ألبوماتها

### ألبومات
- فيرونيكا أوروزكو (2006)

### أغاني فردية
- "Las Bragas" (2006)
- "Miénteme" (2007)
- "Descarada" (2007)
- "¿Dónde Está Mi Varón?" (2016)

## روابط خارجية
- فيرونيكا أوروزكو على موقع IMDb (الإنجليزية)
- فيرونيكا أوروزكو على موقع ميوزك برينز (الإنجليزية)
- فيرونيكا أوروزكو على موقع قاعدة بيانات الفيلم (الإنجليزية)